# عبد العزيز مريد
عبد العزيز مريد (1949، الدار البيضاء - 8 أبريل 2013) ناشط يساري وكاتب ورسام كاريكاتير وصحفي مغربي.

## مسيرته
شارك عبد العزيز مريد في تأسيس حركة 23 مارس. في عام 1974، اعتُقل وحُكم عليه ب 22 سنة سجنا، ثم أُفرج عنه سنة 1984 بعد عشر سنوات خلف القضبان في معتقل درب مولاي الشريف (سنة ونصف) وبعده في السجن المركزي بالقنيطرة.
سنة 2001، روى تجربة اعتقاله في درب مولاي الشريف، وذلك عن طريق القصص المرسومة بالأسود والأبيض في مؤلفه الصادر بالفرنسية "on affames bien les rats" (إنهم يجوعون الفئران تجويعا).
كما أصدر رواية مصورة مماثلة بعنوان «الحلاق»، تُصوّر واقع مدينة الدارالبيضاء في نهاية خمسينيات القرن الماضي، غداة استقلال المغرب، انطلاقا من حوارات زبناء حلاق، عندما كان الكاتب طفلا يشتغل مساعدا له في حي عين الشق، حيث ولد سنة 1949.
وبفضل ريادته في مجال الرواية المصورة، درّس عبد العزيز مريد هذا الفن في معهد الفنون الجميلة بالدارالبيضاء، وقبل رحيله، كان يشتغل على رواية محمد شكري «الخبز الحافي»، لكن الموت لم يمهله لوضع اللمسات الأخيرة عليها.